# Дмитрівська загальноосвітня школа (Бахмацький район, Чернігівська область)
Дмитрівська загальноосвітня школа І-ІІІ ступенів — україномовний навчальний заклад І-III ступенів акредитації у селищі Дмитрівка, Бахмацького району Чернігівської області.
Зараз школа знаходиться в приміщенні, збудованому у 1988 році.
Середня кількість учнів у класах від 15 до 20 учнів. Найбільшими класами по кількості учнів станом на 2012—2013 н. р. є 7А та 7Б класи, разом 33 учні. 8А та 8Б класи, разом 32 учні. Найбільший клас — 26 учнів. Директор школи — Гайдай Н. О., завуч — Пальчиківська В. С. Президент учнівського об'єднання «Лідер» — Рибалко О. О.

## Відомі випускники
- Данилець Володимир Віталійович (1960) — російськомовний український артист гумористичного та розмовного жанрів.
- Прохорський Василь Петрович (1980—2014) — активіст Євромайдану, волонтер Медичної служби. Загинув під час штурму Євромайдану спецпідрозділами «Беркут».